# Athelia fibulata
Athelia fibulata är en svampart som beskrevs av M.P. Christ. 1960. Athelia fibulata ingår i släktet Athelia och familjen Atheliaceae.  Arten är reproducerande i Sverige. Inga underarter finns listade i Catalogue of Life.